# Суходольский, Сергей Петрович
Сергей Петрович Суходольский (ок. 1842 — 1909) — русский государственный деятель, Волынский и Ковенский губернатор. Тайный советник.

## Биография
Родился около 1842 года (в записи о смерти в 1909 году указан его возраст 67 лет). Происходил из потомственных дворян Суходольских. У его отца, Петра Петровича было 1600 десятин земли в Калужской губернии, у матери — 3000 десяти в Вятской губернии. В семье было ещё три сына: Пётр, Амплей и Дмитрий (1846—1916).
По окончании курса на юридическом факультете Московского университета со степенью кандидата прав, 1 ноября 1863 года был определён на службу чиновником в канцелярию общего собрания Московских департаментов; в 1864 году утверждён в должности младшего помощника секретаря и в том же году перемещён на ту же должность в 7-й департамент Сената. В 1865 году утверждён кандидатом к мировым посредникам по Московскому уезду. В 1866 году был избран участковым мировым судьёй по Мосальскому уезду и в том же году — непременным членом Мосальского съезда мировых судей.
В 1869 году назначен кандидатом на судебные должности при гражданском кассационном департаменте Сената, с откомандированием в распоряжение первоприсутствующего, в следующем году назначен временным товарищем прокурора Санкт-Петербургского окружного суда, а в 1873 году переименован постоянным. В 1874 году назначен чиновником за обер-прокурорским столом, сверх комплекта, во 2-е отделение Сената, с откомандированием к исправлению должности подольского губернского прокурора. В 1876 году назначен прокурором Новгородского окружного суда, 1881 году назначен членом Варшавской судебной палаты, а в 1892 году назначен Волынским губернатором. С 1896 по 1899 годы — Ковенский губернатор. С 21 июня 1899 года был членом Совета министра внутренних дел.
С 1 января 1885 года — действительный статский советник; с 1 января 1901 года — тайный советник. Был награждён орденами Св. Владимира 3-й (1890) и 2-й ст. (06.12.1905), Св. Станислава 2-й ст. с императорской короной и 1-й ст. (1894), Св. Анны 1-й ст. (1897).
Умер 25 февраля (10 марта) 1909 года.